# Pocahontas (Wirginia)
Pocahontas – miasto w Stanach Zjednoczonych, w stanie Wirginia, w hrabstwie Tazewell.